# La Pedra Dreta (Cervera)
La Pedra Dreta, o Pedra Dreta de Sant Salvador, o Pedra Dreta del Frare, és un megàlit, menhir, de l'època neolítica del terme comunal de Cervera de la Marenda, a la comarca del Rosselló (Catalunya del Nord).
Es troba dalt d'una carena a la zona central - nord-oest del terme comunal, al nord-oest del poble de Cervera i a ponent del Cap de Perafita.

## Característiques
Citat l'any 1868 per Julien-Bernart Alart (1824-1880) a les seves Notices historiques sur les Communes du Roussillon, és diverses vegades citat per arqueòlegs del segle xix i de la primera meitat del segle xx, però sembla desaparegut en l'actualitat.